# St. Eligius (Völklingen)

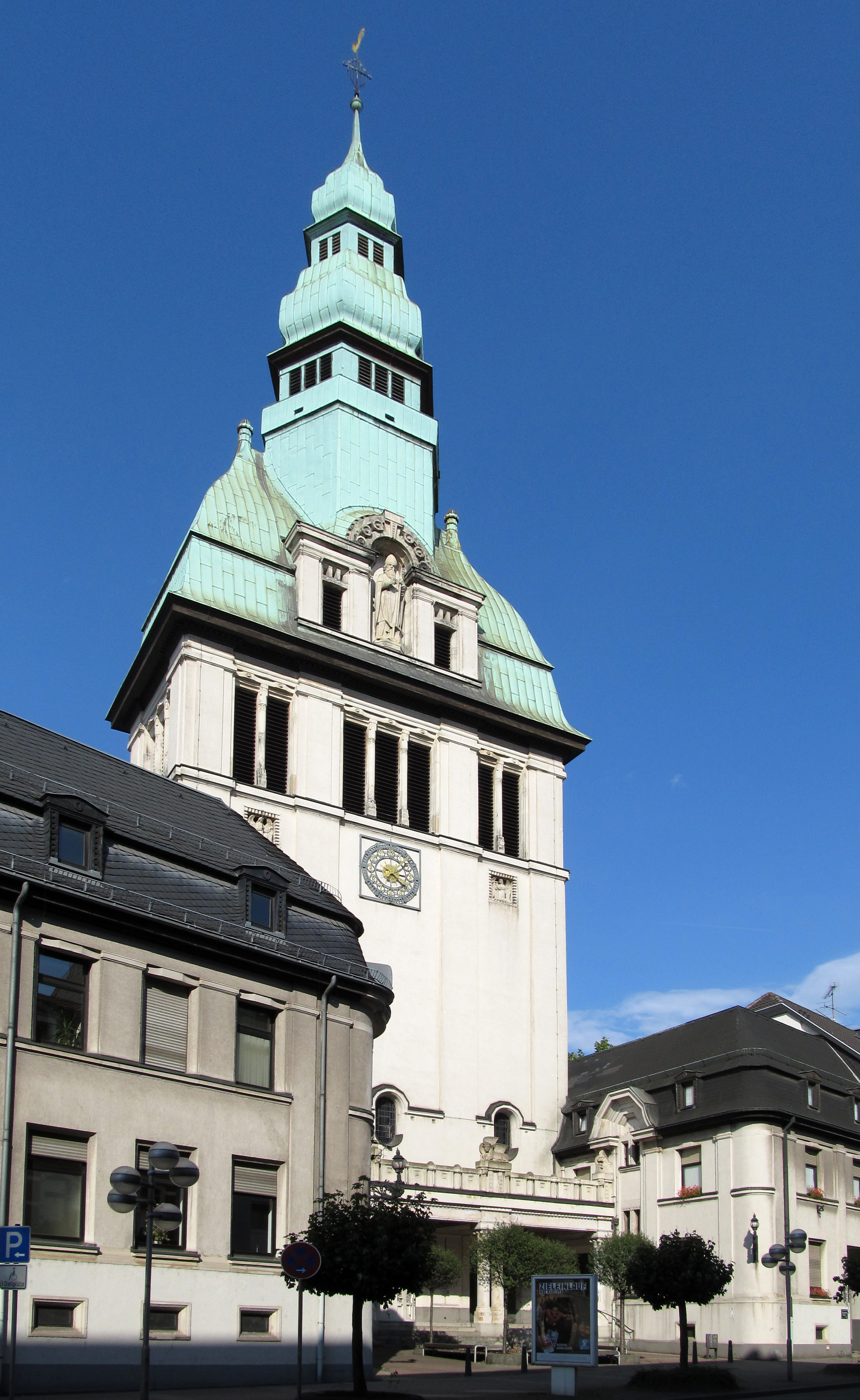
Pfarrkirche St. Eligius, Straßenfront

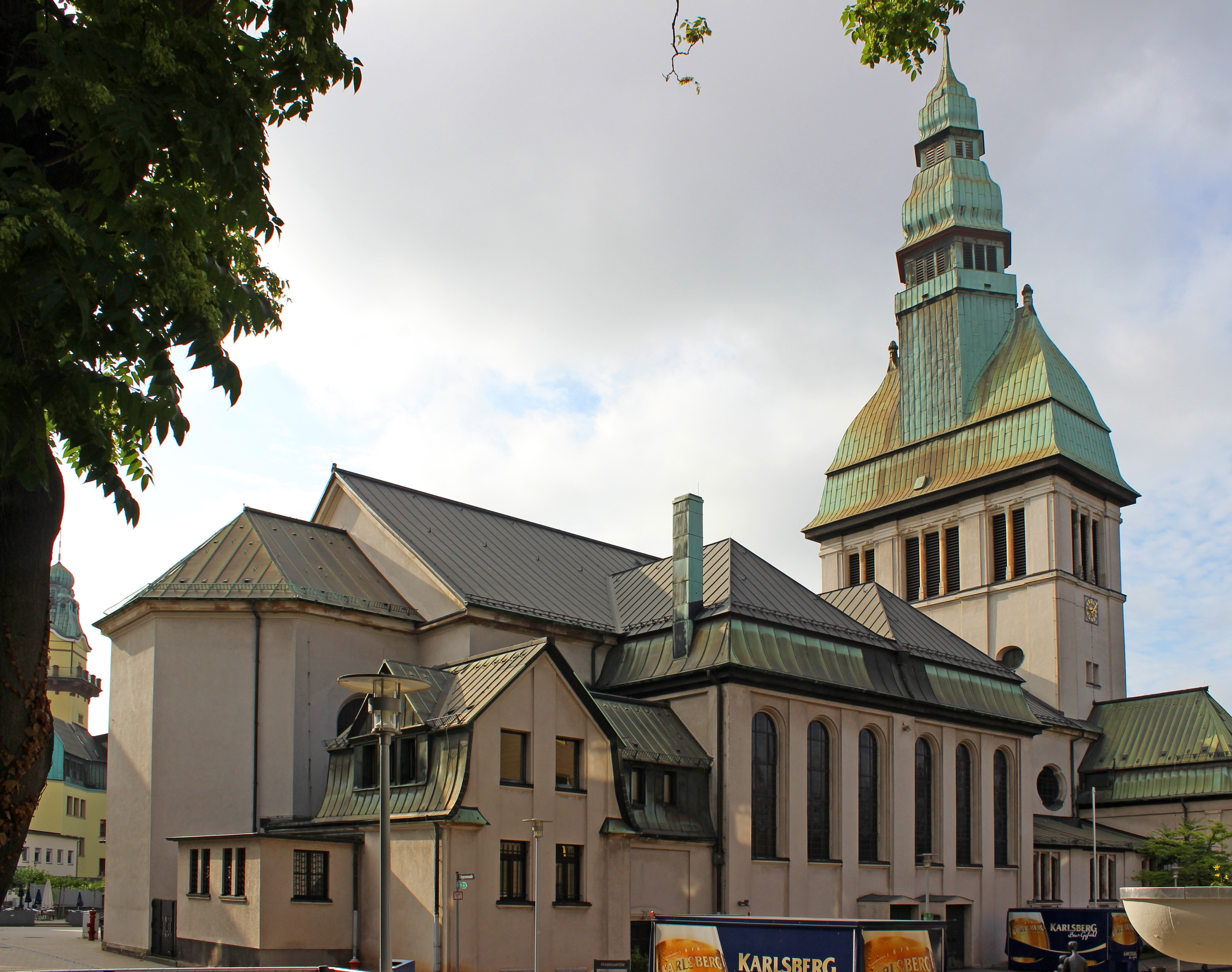
Pfarrkirche St. Eligius, Rückseite

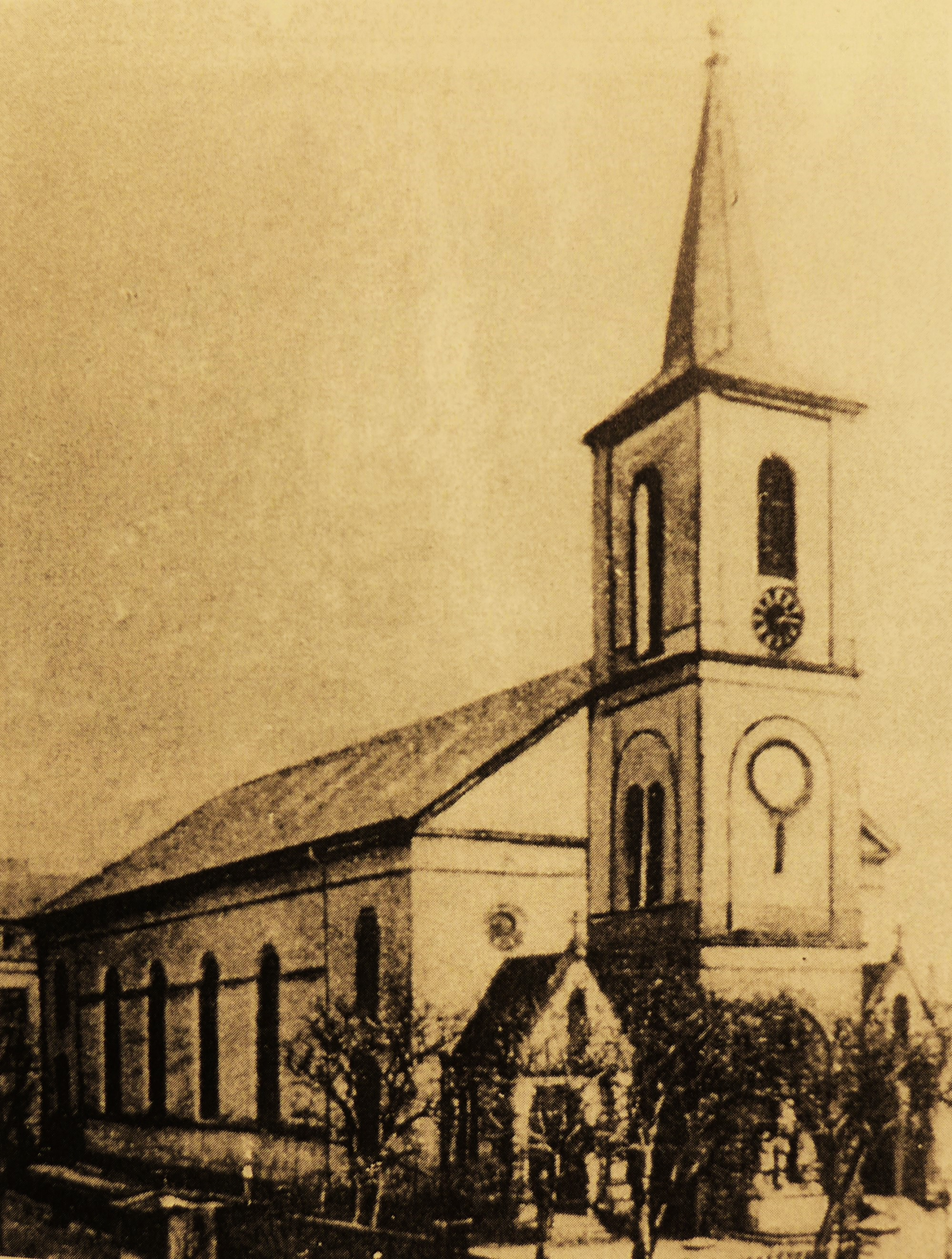
Völklingen, Alte Eligiuskirche, Äußeres, um 1900

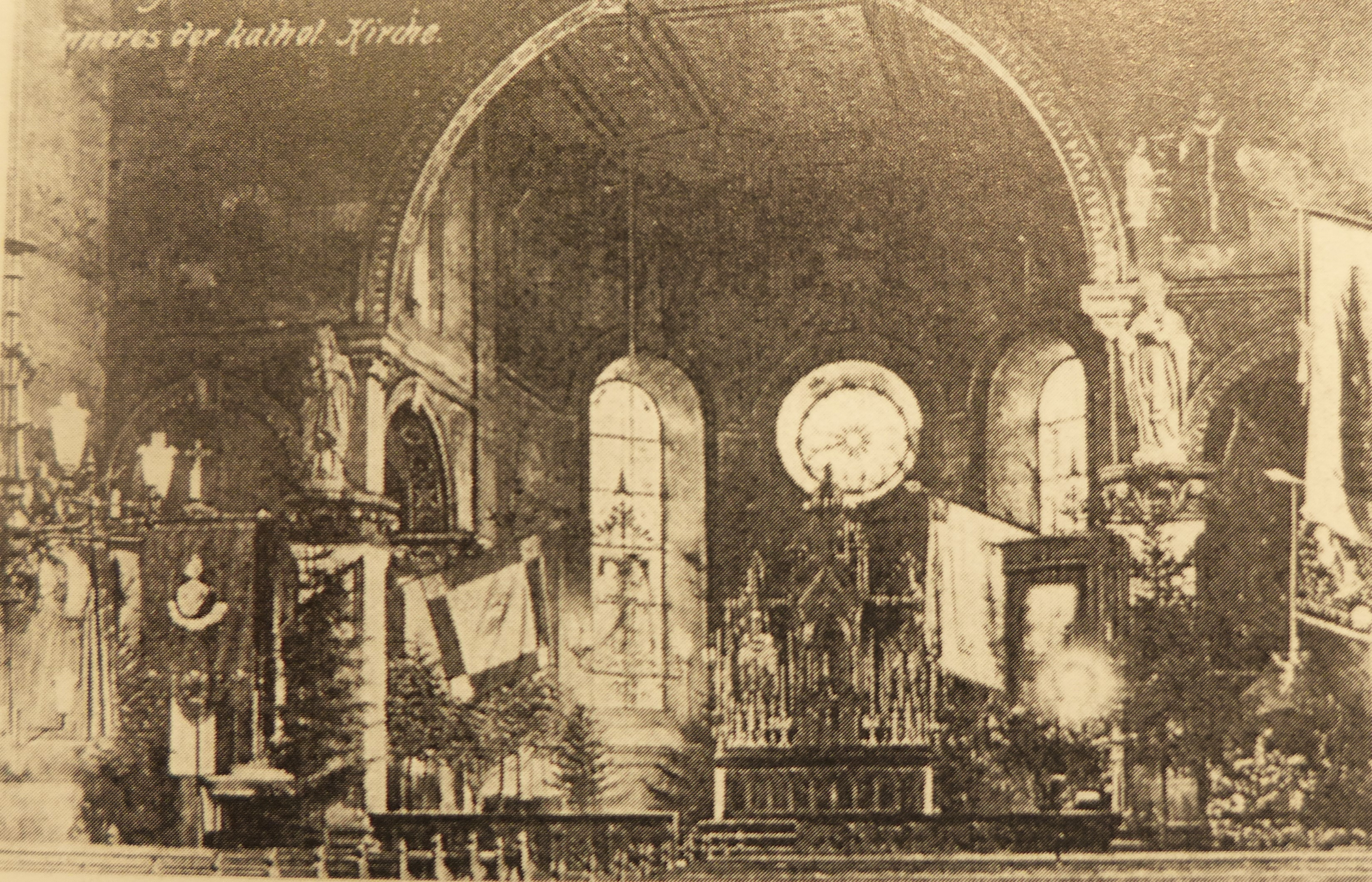
Völklingen, Alte Eligiuskirche, Inneres, um 1900

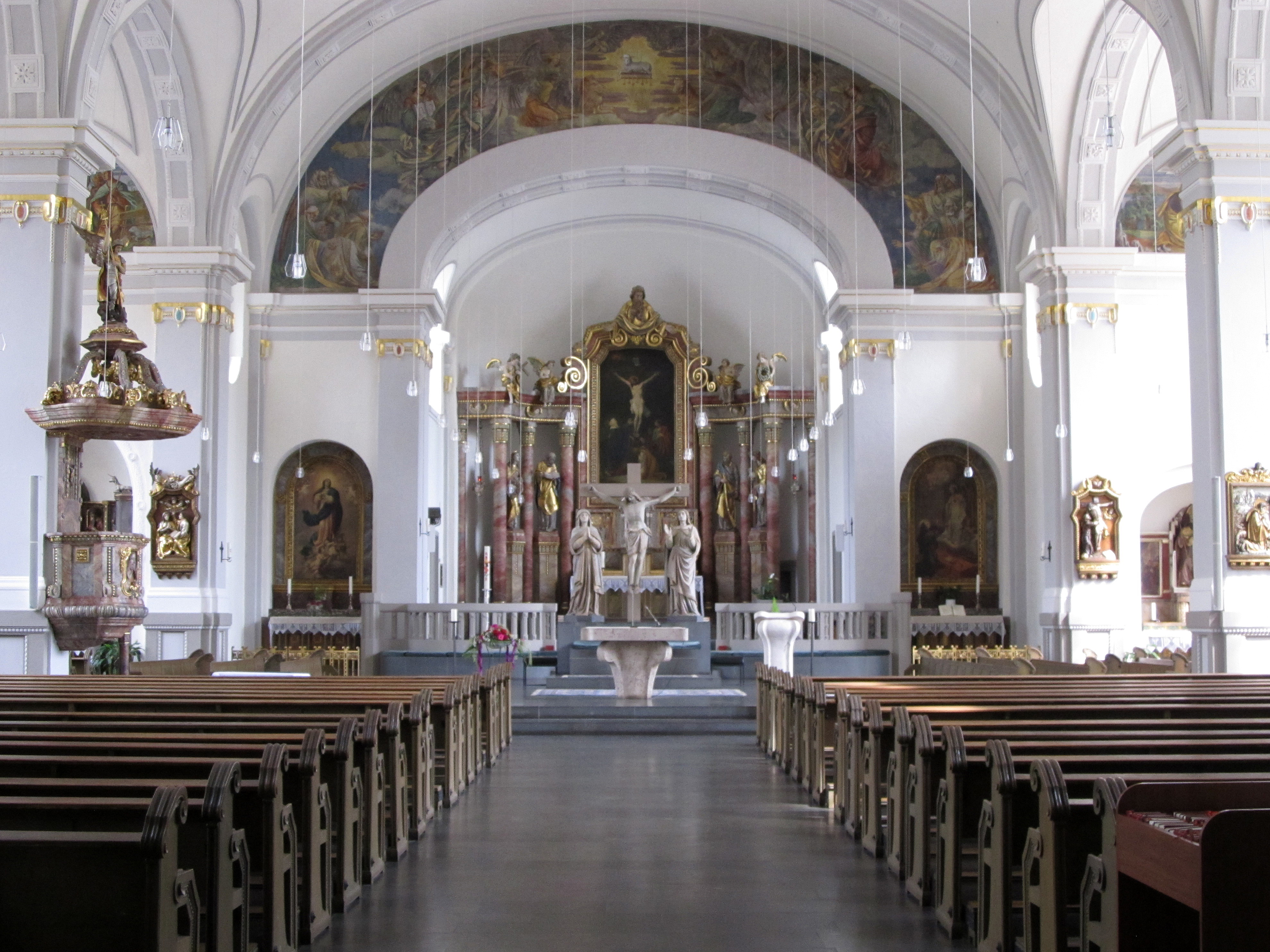
Inneres, Blick zum Altar

Die Kirche St. Eligius ist eine römisch-katholische Pfarrkirche in der saarländischen Stadt Völklingen, Regionalverband Saarbrücken. Kirchenpatron ist der heilige Eligius, der Patron der Metallarbeiter. Das Patrozinium steht im Zusammenhang mit der Völklinger Hütte, die die Geschichte der Stadt in der Phase der Industrialisierung und darüber hinaus stark prägte. Patroziniumstag der Kirche ist der 1. Dezember. Die im Stil des Neobarock bzw. des Neoklassizismus mit Jugendstilelementen errichtete Kirche ist in der Denkmalliste des Saarlandes als Einzeldenkmal aufgeführt. Die Kirche ist dem Bistum Trier zugeordnet.

## Geschichte
Der Vorgängerbau der heutigen Kirche entstand in den Jahren 1845 bis 1848 nach Plänen des Trierer Regierungsbaurates Hoff, der gleichzeitig im saarländischen Eisenbahnbau tätig war. Die Bauaufsicht vor Ort oblag dem Saarbrücker Kommunalbaumeister Carl Benzel. Die Gestaltung des spätklassizistischen Sakralbaues wies architektonische Parallelen zum Rundbogenstil der kurz zuvor errichteten Dillinger Pfarrkirche St. Johann auf.
Die Einweihung der katholischen Völklinger Kirche fand am 29. Juli 1848 statt, die Konsekration erfolgte am 9. Oktober 1853. Der klassizistischen Saalkirche waren ein Westturm und zwei kleine Vorhallen mit Giebeln vorgestellt. Die Längswände des Schiffes waren symmetrisch aufgebaut. Vier große Rundbogenfenster, durch Sohlbänke und Kämpfergesimse verbunden, bildeten den Mittelteil, der von je zwei übereinander sich öffnenden Rundbogenfenstern flankiert wurde, die im Bereich der Orgelempore bzw. des Vorchorjochs für die Belichtung des Raumes sorgten. Der Chor war stark eingezogen. Der Innenraum war schlicht gestaltet und flach gedeckt. Zu Schiff und Chor öffneten sich zwei Nebenchöre. Die Pfeiler waren mit blattverzierten Kämpfern in romanisierenden Formen geschmückt. In der Mittelachse der Apsis öffnete sich die Wand in einem Rundfenster, das von zwei Rundbogenfenstern flankiert war. Um den dreigeschossigen Turm herum verkröpften sich Gesimse. Das verschieferte Kirchturmdach war als achteckiger Knickhelm gestaltet.
Nachdem die Kirche wegen des starken Bevölkerungswachstums in Völklingen zu klein geworden war, schrieb man im Jahr 1908 einen beschränkten Architektenwettbewerb für einen Neubau aus. Im Jahr 1912 erfolgte der Abriss des spätklassizistischen Gebäudes und von 1912 bis 1913 errichtete man einen Neubau an der gleichen Stelle. Die Pläne für das neue Kirchengebäude stammten von den Mainzer Architekten Ludwig Becker und Anton Falkowski. Die Konsekration des Neubaues fand am 6. Juli 1913 statt. Die Baukosten betrugen 307.000 Mark und überschritten damit stark den ursprünglichen Kostenvoranschlag. Die Ausmalung der Kirche erfolgte erst im Jahr 1925.
Von 1972 bis 1974 wurde die Kirche durch den Trierer Architekten Heinrich Otto Vogel einer Innenrestaurierung unterzogen. In den Jahren 1987 bis 1989 wurden die Fenster restauriert. 2005 wurde eine Außenbeleuchtung im Rahmen des „Masterplans Licht“ angebracht, für deren Ausführung Andreas Thiel und Peter Schütz vom Büro für Lichtgestaltung (Saarbrücken) verantwortlich zeichneten.
Weitere Restaurierungsmaßnahmen erfolgten 2010/2011.

## Architektur
Die heutige Kirche von 1912/1913 ist eine dreischiffige Stufenhalle in neobarockem-neoklassizistischen Stil mit Jugendstilelementen. An das dreijochige Langhaus mit quadratischen Pfeilern mit vorgelagerten Lisenen schließt sich das zweijochige Querschiff fluchtend an. Dabei wird das weite, mit einer Stichtonne gewölbte Mittelschiff nicht unterbrochen, sondern in seinen Dimensionen noch vom Vorchorjoch bis zur Chorwand fortgeführt. Das Mittelschiff ist der Hauptraum, dem sich die niedrigen und engen Seitenschiffjoche als Nebenräume unterordnen. Die quertonnengewölben Querschiffjoche öffnen sich dagegen fast in gleicher Höhe zum Hauptschiff. Auf diese Weise ergibt sich eine die lateinische Kreuzform unterstützende Raumaufweitung. Der mit einem gedrückten Triumphbogen versehene, fensterlos Chor schließt im Grundriss in einem Stichbogen nach innen und dreiseitig nach außen. In der Höhe und Breite ist er gegenüber dem Schiff abgesetzt und eingezogen.
Der Innenraum weist eine dem Klassizismus nahestehende Dekoration auf. Die Kapitellzonen der Pfeiler und Pilaster zeigen phantasievolle Zusammenstellungen von kleinen Kartuschen, Voluten sowie ionische Kymatien. Die Kämpfer sind mehrfach profiliert und laden weit aus. Die Gurt- und Scheidebögen sowie der Chorbogen sind kassettiert, wobei die Kassettenfelder von vierblättrigen Blüten gefüllt werden. Eine Reminiszenz an den Jugendstil stellen die weiblichen Kopfreliefs an der Brüstung der Orgelempore dar.
Die Hauptansicht der weiß verputzten Kirche ist die sehr repräsentativ und monumental gestaltete Turmfassade. Der durch breite Lisenen dreigeteilte westwerkartige Turm öffnet im Erdgeschoss mit zwei Doppelpfeilerstellungen, die jeweils von einem Pfeiler flankiert werden, zur offenen Vorhalle mit Balkon. Das mittlere der drei Portale wurde mit Glassteinen modern vermauert. Die Pfeiler, das Balkongebälk und die Brüstung sind jugendstilartig mit Kannelurenmanschetten, Blattkapitellen, Klötzchenfriesen, Kassettierungen und Blüten verziert. Niedrige Skulpturen der Evangelistensymbole ruhen auf Balustradensockeln über der Pfeilerposition. Hochovale Fenster mit anliegender Verdachung sorgen für die Belichtung der Orgelempore. Das Turmgeschoss darüber ist blockartig und ist durch Lisenen wenig gegliedert: Eine breitere, hochrechteckige Mittelfläche mit Turmuhr ist von zwei schmäleren hochrechteckigen Flächen mit Engelreliefs umgeben. Die darüber positionierten Schallöffnungen sind durch hochrechteckige Lisenen-Fries-Rahmen außen in zwei bzw. innen in drei Bahnen geteilt.
Das Turmdach nimmt die Dreiteilung des Unterbaues auf. In der Mittelachse birgt eine Figurennische in Form eines Palladio-Motivs die Statue des heiligen Eligius in bischöflichen Gewändern, Mitra und Krummstab. Geschweifte Seitendächer leiten zum oktogonalen Mittelhelm über, welcher in einer aufwändigen Laternenkonstruktion mit Glockendach endet.

## Ausstattung
Die Bildhauerin Inge Andler-Laurenz (Völklingen) schuf im Jahr 1979 aus Grauguss die überlebensgroße Brunnenplastik „Mutter und Kind“, die sich im Pfarrgarten der Kirche St. Eligius befindet. Von Bildhauer Nikoloz Bakhia stammt das Wandgemälde St. Franziskus, das im Jahr 1999 angefertigt wurde. Die Ausmalung der Kirche von 1925 wurde nach zwischenzeitlicher Übertünchung Anfang der 1970er Jahre in geringen Teilen wieder freigelegt und restauriert. Des Weiteren befinden sich in der Kirche fünf prächtige bauzeitliche Altäre, im Foyer eine um 1750 in Frankreich gefertigte St.-Eligius-Figur, sowie Figuren der heiligen Barbara und des heiligen Wendalinus.
Die Altarblätter dreier Altäre sowie die Kreuzwegstationen fertigte der Münchener Maler Franz Michael Ronge (1853–1925). Die „Immaculata Conceptio“ nach Bartolomé Esteban Murillo wurde im Jahr 1920 von Ronge gemalt. Im selben Jahr schuf Ronge das Herz-Jesu-Gemälde nach einem Vorbild von Ludwig Glötzle sowie dreizehn Kreuzwegstationen nach dem Vorbild italienischer Kupferstiche des 18. Jahrhunderts aus der Alten Pinakothek in München. Die 14. Kreuzwegstation, Grablegung, ist im Hochaltar als Heiliges Grab gestaltet. Das große Hochaltarbild der Kreuzigung Jesu schuf Ronge im Jahr 1922.
An der Emporenbrüstung befinden sich in Baldachinnischen die Reliefs des Königs David mit der Harfe als Psalmdichter (links) und der heiligen Cäcilia mit einem Portativ (rechts).

## Orgel

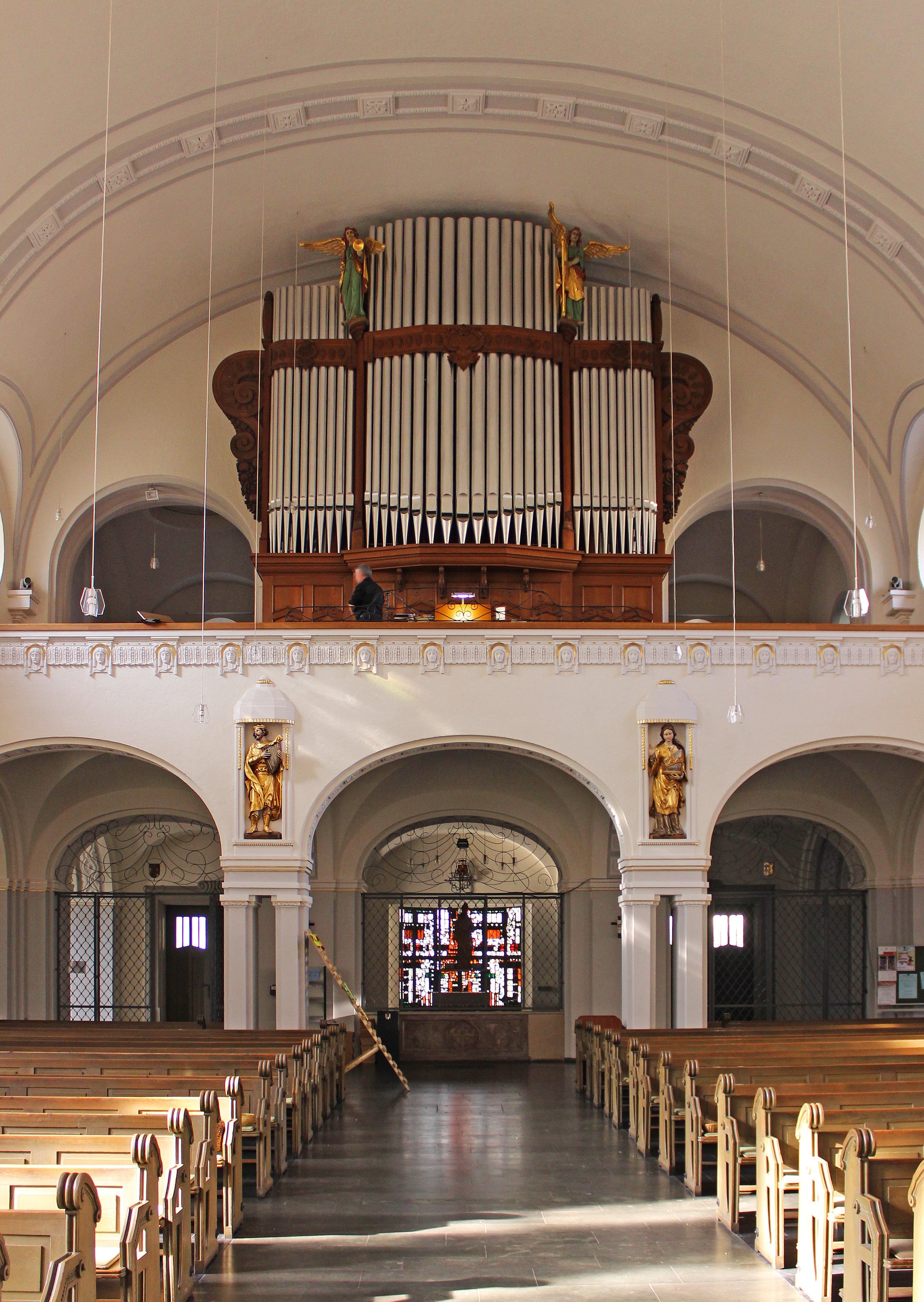
Inneres, Blick zur Orgelempore

Die Orgel der Kirche ist eine der wenigen erhaltenen deutsch-romantischen Orgeln im Saarland. Erbaut wurde das Instrument 1925 von der Firma Stahlhut (Aachen). 1982 wurde die Orgel durch die Firma Klais Orgelbau (Bonn) einer umfassenden Renovierung unterzogen, bei der die pneumatischen Kegelladen durch mechanische Schleifladen ersetzt wurden. Die Disposition von 1925 wurde übernommen und um acht Register erweitert. Außerdem wurde ein neuer Spieltisch gebaut. Der alte pneumatische Spieltisch mit Registerklappen steht heute im Orgelmuseum Borgentreich (Nordrhein-Westfalen).
Das Instrument besitzt 53 Register, verteilt auf drei Manuale sowie Pedal. Die drei Manuale weisen eine dynamische Abstufung auf: forte, mezzo forte, piano. Gleichzeitig sind die Manuale auch von der Charakteristik her unterschiedlich: Hauptwerk (Prinzipalchor vom 16′ bis zur Mixtur); 1. Schwellwerk (Flötenchor vom 16' bis zum Cornett); 2. Schwellwerk: (Streicherchor vom 16′ bis zur Harmonia aetheria).
Von August bis Oktober 2012 wurde die Orgel einer Generalüberholung unterzogen und um einen Untersatz 32’ im Pedal ergänzt.
| I Hauptwerk C–g3 |             |         |
| 01.              | Praestant   | 16′     |
| 02.              | Bordun      | 16′     |
| 03.              | Principal   | 08′     |
| 04.              | Fugara      | 08′     |
| 05.              | Dolce       | 08′     |
| 06.              | Flaut major | 08′     |
| 07.              | Gedackt     | 08′     |
| 08.              | Octave      | 04′     |
| 09.              | Octavflöte  | 04′     |
| 10.              | Superoctave | 02′     |
| 11.              | Quinte      | 02 ⁄3′  |
| 12.              | Terz        | 01 3⁄5′ |
| 13.              | Mixtur V-VI |         |
| 14.              | Trompete    | 08′     |

| II Schwellwerk 1 C–g3 |                    |     |
| 15.                   | Lieblich Gedackt 0 | 16′ |
| 16.                   | Geigenprincipal    | 08′ |
| 17.                   | Gamba              | 08′ |
| 18.                   | Salicional         | 08′ |
| 19.                   | Vox coelestis      | 08′ |
| 20.                   | Konzertflöte       | 08′ |
| 21.                   | Fugara             | 04′ |
| 22.                   | Traversflöte       | 04′ |
| 23.                   | Piccolo            | 02′ |
| 24.                   | Cornett III-IV     |     |
| 25.                   | Scharff V          |     |
| 26.                   | Tuba mirabilis     | 08′ |
| 27.                   | Oboe               | 08′ |
| 28.                   | Clairon            | 04′ |
|                       | Tremulant          |     |

| III Schwellwerk 2 C–g3 |                       |        |
| 29.                    | Salicional            | 16′    |
| 30.                    | Violine               | 08′    |
| 31.                    | Aeoline               | 08′    |
| 32.                    | Unda maris            | 08′    |
| 33.                    | Starktongedackt       | 08′    |
| 34.                    | Quintatön             | 08′    |
| 35.                    | Gemshorn              | 04′    |
| 36.                    | Rohrflöte             | 04′    |
| 37.                    | Flageolet             | 02′    |
| 38.                    | Larigot               | 01 ⁄3′ |
| 39.                    | Harmonia aetheria III |        |
| 40.                    | Cymbel IV             |        |
| 41.                    | Clarinette            | 08′    |
| 42.                    | Vox humana            | 08′    |
|                        | Tremulant             |        |
|                        | Celesta               |        |
|                        | Celesta (gedämpft)    |        |

| Pedal C–f1 |                 |     |
| 43.        | Untersatz       | 32′ |
| 44.        | Principal       | 16′ |
| 45.        | Subbass         | 16′ |
| 46.        | Salicet         | 16′ |
| 47.        | Octave          | 08′ |
| 48.        | Cello           | 08′ |
| 49.        | Superoctave     | 04′ |
| 50.        | Hohlflöte       | 04′ |
| 51.        | Hintersatz IV 0 |     |
| 52.        | Posaune         | 16′ |
| 53.        | Trompete        | 08′ |

- Koppeln:
  - Normalkoppeln: II/I, III/I, III/II, I/P, II/P, III/P
  - Suboktavkoppeln: II/I, III/I, III/II
  - Superoktavkoppeln: II/I III/I, III/II, III/III, I/P

## Glocken
Im Jahr 1954 goss die Saarlouiser Glockengießerei in Saarlouis-Fraulautern, die von Karl (III) Otto von der Glockengießerei Otto in Bremen-Hemelingen und dem Saarländer Alois Riewer 1953 gegründet worden war, für die St. Eligius sechs Bronzeglocken. Das Geläut gilt als schönstes Glockenensemble in Völklingen. Der große Glockenstuhl und die Joche bestehen seit der Erstmontage aus Stahl. Das volle Geläut ertönt an hohen kirchlichen Feiertagen und zu ganz besonderen Anlässen. Die große Glocke dient generell für das solistische Vorläuten zum Festhochamt oder als Zeichenläuten bei Beerdigungen oder ähnlichem Vorkommnissen.
| Nr. | Name         | Gussjahr | Gießer, Gussort | Gewicht (kg) | Durchmesser (mm) | Schlagton |
| 1   | St. Johannes | 1954     | Otto, Saarlouis | 3849         | 1825             | a0        |
| 2   | St. Eligius  | 1954     | Otto, Saarlouis | 2290         | 1534             | c1        |
| 3   | St. Maria    | 1954     | Otto, Saarlouis | 1595         | 1366             | d1        |
| 4   | St. Josef    | 1954     | Otto, Saarlouis | 961          | 1149             | f1        |
| 5   | St. Michael  | 1954     | Otto, Saarlouis | 680          | 1023             | g1        |
| 6   | Schutzengel  | 1954     | Otto, Saarlouis | 468          | 913              | a1        |